# Rue Raymond-Pitet
La rue Raymond-Pitet est une voie du 17e arrondissement de Paris, en France.

## Situation et accès
La rue Raymond-Pitet est une voie située dans le 17e arrondissement de Paris. Elle débute au 26, boulevard de Reims et se termine au 13, rue Curnonsky.
Elle franchit le boulevard périphérique en s'appuyant sur le tunnel de Courcelles.

## Origine du nom

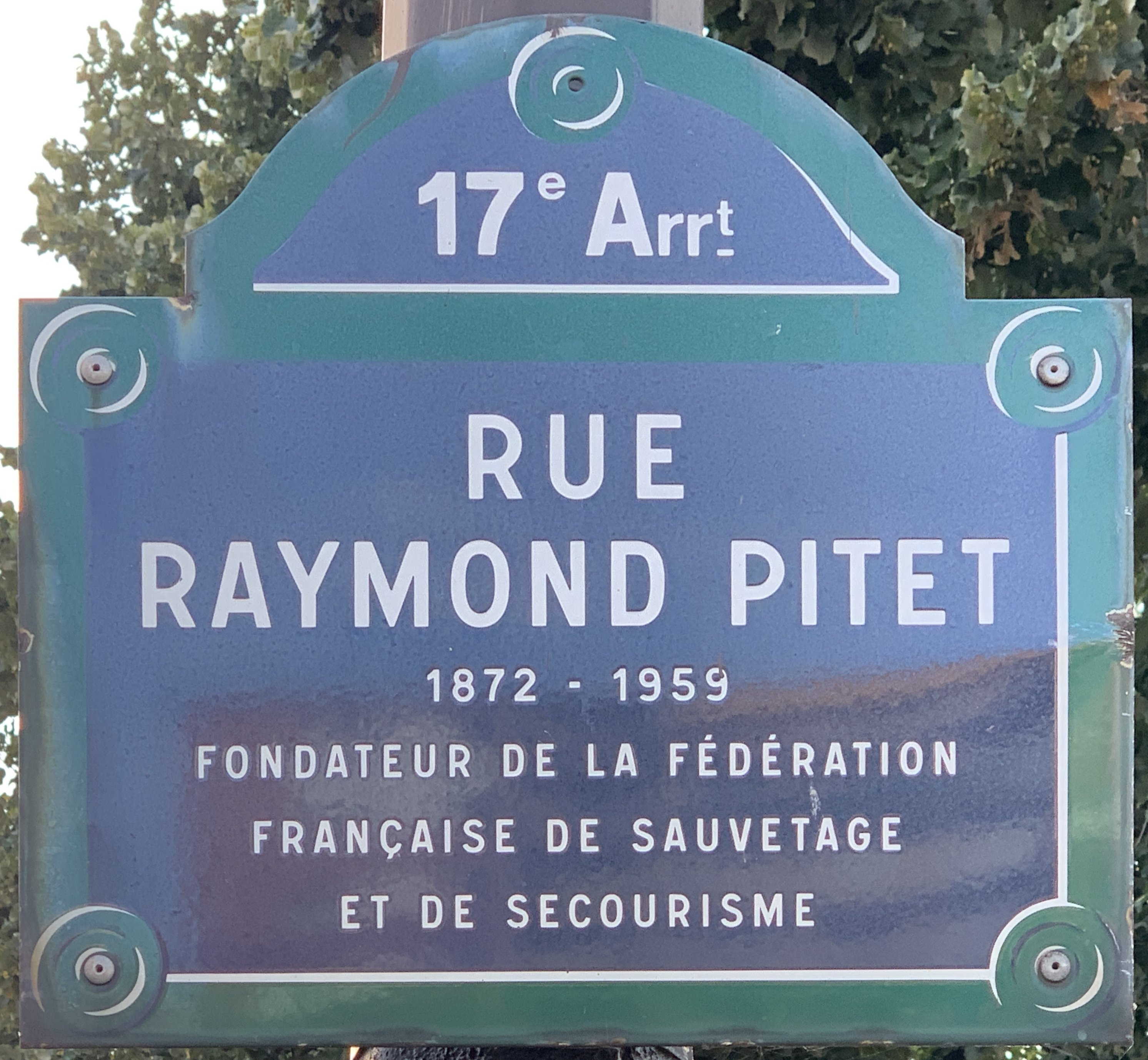
Plaque de la rue.

La rue Raymond-Pitet est nommée en l'honneur du sauveteur deauvillais Raymond Pitet (1872-1959), créateur de la FNSNS qui devient ensuite la FNS.
En 1965, sur proposition de Paul Faber une demande est formulée pour donner le nom de « rue Raymond-Pitet » à la portion de la rue Lacroix où se situe le no 28, siège de la FNS et où il habitait à la date de son décès. 

## Historique
La voie est créée en 1969 dans le cadre de l'aménagement du 9e secteur zonier sous le nom provisoire de voie « Y/17 » et prend sa dénomination actuelle par arrêté du 17 septembre 1973.